# La Villeneuve-au-Châtelot
La Villeneuve-au-Châtelot är en kommun i departementet Aube i regionen Grand Est (tidigare regionen Champagne-Ardenne) i nordöstra Frankrike. Kommunen ligger  i kantonen Villenauxe-la-Grande som ligger i arrondissementet Nogent-sur-Seine. År 2022 hade La Villeneuve-au-Châtelot 148 invånare.

## Befolkningsutveckling
Antalet invånare i kommunen La Villeneuve-au-Châtelot
Referens: INSEE